# Klingenform
Die Klingenform oder Klingengeometrie beschreibt Profil und Querschnitt der Klinge eines Schneidwerkzeugs oder einer Klingenwaffe. Dabei bestimmt der Anwendungszweck maßgeblich die Form. Mitunter beeinflussen auch Herstellungsprozess, Abnutzung und Verzierungen die Wahl der Form. Bei Steinklingen z. B. spielen auch das Ausgangsmaterial und Zufälle bei der Bearbeitung eine Rolle.

## Klingenformen von Messern
Messer haben verschiedene Klingenformen, die auf den jeweiligen Anwendungsschwerpunkt sowie Material und Schliff abgestimmt sind.

Klingenprofile

### Profil
Die häufigsten Profile sind:
1. Normalklinge
2. Trailing-Point-Klinge
3. Clip-Point-Klinge (Hechtklinge)
4. Drop-Point-Klinge
5. Spear-Point-Klinge
6. Needlepointklinge
7. Spay-Point-Klinge
8. Tantōklinge
9. Sheepfoot- (Schaffuß-)klinge
10. Wharncliffeklinge
11. Ulu, Klinge der Eskimos
12. Ulu

### Querschnitt
Der Klingenquerschnitt hat großen Einfluss auf die Schneideigenschaften eines Messers.
Viele Messer werden heutzutage mit einem Zweifasenschliff ausgeliefert.
Dabei wird die Klinge vom Klingenrücken bis zur Schneide eingeteilt in Spiegel, Anschliff und Schneidfase.
Der Spiegel macht den größten Teil der Klinge aus. Bei kunstvollen Messern ist er poliert bzw. durch Ätzung oder Gravur verziert. Bei einigen Küchenmessern werden hier auch funktionale Modifikationen vorgenommen, z. B. damit sich das Schnittgut leichter von der Klinge löst, finden sich kleine Dellen oder sogar großflächige Aussparungen (s. Käsemesser).
Die erste Fase hinter dem Spiegel ist der Anschliff, auch Primärfase genannt. Der Anschliff dient dazu, die Arbeit beim Erstellen und späteres Nachschärfen der Schneidfase zu verringern. Die Wahl des Anschliffs richtet sich nach dem Zweck des Messers, denn sie ist ausschlaggebend für seine Schneidfähigkeit und Schnitthaltigkeit. Typische Schliffarten sind Flachschliff, Hohlschliff und Ballenschliff.
Die Schneidfase oder Sekundärfase ist der endgültige Schliff, welcher der Klinge ihre scharfe Schneide verleiht.
Üblicherweise wird auch nur diese Fase geschärft, wenn die Klinge abstumpft.
Gelegentlich bildet sich an der Schneide eine Mikrofase (im Speziellen auch Wate genannt). Dies geschieht, wenn die Klinge zur Reduzierung des Grats auf einem Pastenriemen abgeledert wird.

## Querschnitte von Klingen
Verschiedene Klingenquerschnitte können an Schwert, Degen, Säbel, Dolch oder am Messer beobachtet werden. Die Querschnittsformen werden nach allgemein bekannten Gegenständen und Figuren beschrieben. Sie werden folgendermaßen benannt:
1. Volle Klinge mit flachem Rücken
2. Volle Klinge mit halbem Rücken
3. Volle Klinge mit rundem Rücken
4. Volle Klinge mit spitzem Rücken
5. Volle Doppelrückenklinge
6. Volle Hohlrückenklinge
7. Steckrückenklinge
8. Klinge mit spitzem Steckrücken
9. Dreikantsteckrückenklinge
10. Volle zweischneidige Klinge
11. Gratklinge (Klinge mit rhombusförmigem Querschnitt)
12. Sechskantklinge
13. Mittelrippenklinge (oder hohlgeschliffene Gratklinge)
14. Zweibahnige Mittelrippenklinge
15. Doppelgerippte Klinge
16. Zweibahnenklinge (Doppelhohle)
17. Beiderseitig einfach gekehlte Klinge
18. Beiderseitig doppelt gekehlte Klinge
19. Lesghische Klinge
20. Dreikanthohlschliffklinge
21. Vierkanthohlschliffklinge
22. Klinge von kreuzförmigem Querschnitt
23. Eine Ahornklinge, auch Dreikanthohlschliffklinge ist dreikantig geschmiedet und ist mit einem Hohlschliff auf allen drei Klingenseiten ausgestattet. Diese Klingen werden an Bajonetten, Panzerstechern, Dolchen und Degen verwendet. Im Querschnitt entsprechen diese Klingen einem gleichschenkligen Dreieck mit konkaven Seiten.
24. Klinge mit einseitiger Hohlbahn
25. Klinge mit beidseitiger Hohlbahn